# Manuel Mejía Dalmau
Manuel Antonio Mejía Dalmau (Quito, 19 de junio de 1947) es un diplomático ecuatoriano. Fue Ministro de Relaciones Exteriores de Ecuador, en 2021; a través del Decreto 1270.
Fue embajador de Ecuador ante Alemania desde el 21 de noviembre del 2017 hasta el 14 de marzo del 2021.
Tiene estudios en la Facultad de Administración de la Universidad Central de Quito y Economía en la Pontificia Universidad Católica de Quito. Se desempeñó como docente en la Universidad Técnica de Ambato, Pontificia Universidad Católica de Quito y en la Pontificia Universidad Católica de Cuenca.